# Книга про убогість і багатство
«Книга про убогість і багатство»(рос. «Книга о скудости и богатстве») — головна праця Івана Посошкова, у якій сімдесятирічний автор наважився викласти весь комплекс своїх уявлень про засоби і механізми досягнення прийнятного суспільного устрою в Російському царстві, була написана у 1724 році. [1, С-155]
Близькість Посошкова до інтересів російської торгово-промислової буржуазії, що саме у цей час народжувалася в Російській державі, дозволила йому написати перший у Росії економічно-політичний трактат у буквальному смислі цього слова. В ньому автор виступає з позиції переконаного борця за інтереси російської промисловості, теоретиком російського меркантилізму (звідси і вимога про збільшення вивозу за рахунок ввезення, будівництву казенних мануфактур при одночасному заохоченні приватної ініціативи й т.п. ). [4]
Неосяжну кількість тем, що порушуються у роботі, Посошков звів до трьох великих груп:
1. « о неисправе и поправе духовенства, воинства и правосудия» (розглядаються питання, що стосуються життя «верхних» суспільних станів і державного управління ;
2. « неисправе и поправе купечества, художества и разбойников з беглецами»;
3. « о неисправе и поправе яко во крестьянах, тако и во владении земли безобидной и о собрании царского интереса многогобзовитого» (тобто про збори податків до казни). [1, С-155]

Безпосередня цікавість і спостережливість Посошкова дозволяли йому підтверджувати оголошені їм твердження посиланнями на конкретний, життєвий досвід, зокрема на приклади з його особистої практики. Саме це робить його працю цінним історико-побутовим пам'ятником, суттєвим для вивчення життя й побуту народних мас у Петровскую епоху. Слід також зазначити своєрідність мови Посошкова — найскладніші політико-економічні проблеми він викладав розмовною мовою простого російського чоловіка, «простолюдина», що знає смисл й у сільському господарстві, і в торгівлі, і в різних промислах, що міркує про кожне господарське питання з детальним знанням справи. Впливи давньоруської книжкової культури в його мові (звідси численні слов'янізми) сполучаються з рясним використанням російських прислів'їв і приказок, що надають роботі відтінок жвавості. Це дає змогу ще яскравіше відчути народний дух, завдяки якому автору «Книги про убогість і багатство» вдається підійти до всіх життєвих явищ. [5]

## Соціально-політичні ідеї І.Т.Посошкова в "«Книзі про убогість і багатстве»
За своїми політичними переконаннями І.Посошков був прихильником монархії. Разом із тим він критично ставився до системи і механізмів управління в державі, бачив у них перешкоду до ліквідації бідності й примноженню багатства. З іншого боку, пов'язаність Посошкова, особиста й ідейна, із широкими шарами так званого «податного» плебейського населення, у тому числі й з селянством, життя і побут які він добре знав, сприяла тому, що його праця виявилась не сухим трактатом, але жагуче написаною публіцистичною роботою, що просякнута антидворянським пафосом, прагненням до захисту так званої «чорної кістки» від утисків з боку дворянства. Будучи в цілому безумовним прихильником петровської реформи, І.Посошков бажав би за її здійсненні меншого обмеження інтересів простого народу; він вважав що б за витрати реформи розплачувалися дворяни. Його книга містить певну кількість матеріалу про ті тіньові сторони Петровської епохи, що, як правило, замовчувались просвітителями з урядового табору, зокрема про стан кріпосного селянства, за рахунок інтересів якого відбувалась петровська реформа, з якого при її здійсненні «драли три шкіри». [5, С-85]
Посошков, незважаючи на належність до купецького стану, разом з тим виражав й інтереси селянства. Його книга вимальовує картину їхнього становища в епоху правління Петра І. Він розкритикував нічим не обмежену експлуатацію селян поміщиками, прагнув зрозуміти причини злиденності селянства, знайти шляхи до її усунення. Відкрито не вимагаючи скасування кріпосного права, Посошков волів обмежити владу поміщиків: — «Крестьянам помещики не вековые владельцы… а прямый их владетель всероссийский самодержец, а они владеют временно». [5, С-86]
Досить радикальними й прогресивними для свого часу були пропозиції визначити законом розмір селянських повинностей відповідно до кількості землі й посівів, значно знизивши розмір податей, що стягуються із селян, установити обов'язкове навчання селянських дітей грамоті.[6]
Звернув увагу І.Посошков і на негаразди в петровській армії, що випадали з поля зору офіційних панегіристів «баталій». Він розповідає про те, що солдатам місяцями не виплачується жалування, що вони голодують, — «…о таковой их скудости, — пише він, — чаю, что никто великому государю не донесет, но чаю доносят будто все сыты и всем довольны». [5, С-86]
Автор змальовує ряд портретів дворян, які «состарились в деревнях живучи, а на службе одною ногою не бывают», — кожний з них виписаний пером уїдливого сатирика, що вкладає у свій опис вікову ненависть «мизирного человека» до господського роду. [6, С-65]
Відстоюючи необхідність корінних реформацій «древния неправди» у законодавстві, Посошков пропонує скликати спеціальну комісію для вироблення нового кодексу. На його думку, на разом з представниками духівництва, купцями, дворянами, зрозуміло, тими, «кии разумны и правдолюбны», в цю комісію"не худо бы выбрать из крестьян, кои… в разуме смысленные" (як відомо, єкатерининська комісія аж ніяк не здійснила цієї вимоги, — принаймні стосовно загальної маси селянства).
Питання про надання освіти так званим «інородцям», зокрема «мордви», також входило до кола інтересів Посошкова (звичайно, не інакше як у плані залучення до російських державних інтересів і до православної віри). Тим гарячіше відстоював він необхідність освіти російських селян.
Посошков не розділяв відрази сучасного йому російського суспільства до всього іноземного. Він був не проти запозичити найкраще за кордоном. Але виходець із торгово-ремісничого середовища, І. Посошков гостріше відчував можливі небезпеки зближення із Заходом, ніж певні кола дворянської інтелігенції, які майже не піклувалися про зміцнення економічної самостійності Росії. Посошков, що виражав ідеологію соціальних груп, що були кровно зацікавлені в розвитку продуктивних сил Росії, в успіху промисловості, ремесел й «мистецтв», не міг не сприймати позитивно в реформі Петра саме її прагнення до економічної самостійності держави, — звідси його ревнива підозрілість стосовно «іноземців», його зауваження про те, чого німці хочуть, «чтоб их одних рука высоко была, а наши б всегда в поношении были, и всегда б за господ себе имели».
Розуміючи необхідність запозичень в країнах Заходу в галузі економіки, він у той же час, в ідеологічній сфері, та навіть у своїх антидворянських устремліннях найчастіше не зміг вийти за межі старої допетровської Росії. Це рутинерство в культурно-побутових питаннях було обумовлено насамперед обмеженістю й ідейним консерватизмом російського купецького укладу. Але живий допитливий розум талановитого самородка з майстерових не міг не вступати в протиріччя з дідівської «мудростью». [5, С-90]
В роботі висловлюється ряд міркувань з релігійних питань, що свідчать про те, що струмінь релігійного вільнодумства, породженого Петровською епохою, якоюсь мірою торкнулася, — нехай своєрідно, — і Посошкова. Так цікавим є його визнання, що не тільки «іноземці» християнського віросповідання, «но и бусурманы суд чинят праведен» (недарма при складанні нового Уложення він рекомендував, слідом за російським публіцистом 16 ст. Іваном Пересвєтовим запозичити з турецького законодавства все, що може принести користь Росії).
Критикуючи діюче в країні законодавство й судочинство, Посошков ставив перед Петром І питання про необхідність складання нового Уложення замість кодексу 1649 року. Посошков був дуже високої думки про роль правової культури життя суспільства. Він вважав, що для ведення серйозного перелаштування Дому необхідне створення нового кодексу — фундаменту перетворень.
Оригінальною була ідея Посошкова скликати представників від усього населення країни для складання нового Уложення. Для цього цареві пропонувалось зібрати по 2-3 представники від духівництва, адміністрації «высокаго и нискаго чина», дворянства і купечества, «фискалов» (людей розшуку та нагляду), солдат і досвідчених селян із старост і сотенних, «которые во всяких нуждах пебывались», а також «детей боярских» — холопів. Потім складений кодекс необхідно «всем народом освидетельствовати…». [3, С-22]
Посошков прагнув закликати самодержця до діалогу з народом через його представників. Він намагався переконати Петра що ведення «народосоветия» не знижує ролі «его величества самодержавия», але заради «истинной правды» варто прислухатися до думки представників різних станів. Мислитель сподівався, що цар може створити таку суспільну атмосферу, де кожен, «ничего не опасаяся подал бы ко исправлению» свої пропозиції. Посошков рекомендував спробувати нові закони «на делах» і за необхідності внести поправки.

## Економічне «прожектерство» І.Т.Посошкова в "«Книзі про убогість і багатство»
Книга «Книга про убогість і багатство» належить до числа видатних творів соціально-політичної думки. Але ця праця стала однією з перших в історії Росії праць економічного характеру. Усунення вбогості й примноження багатства Росії — центральна її тема. У праці І.Посошкова всебічно аналізується життя країни, її недоліки, формулюються практичні вказівки до їхнього усунення. Разом з тим у ній розглядаються і теоретичні питання.
У цьому творі виявився літературний талант Посошкова, гострота його розуму й всебічність знання життя. Зміст книги перейнятий глибоким патріотизмом, турботою про благополуччя батьківщини, великою любов'ю до свого народу й вірою в його велике майбутнє. Корінь економічних поглядів Посошкова лежить у оточуючий його реальній дійсності, яку він співставляє згідно зі своїми ідеалами. Погляди Посошкова оригінальні, економічні пропозиції повні життєвого й практичного змісту.[7]
Посошков розрізняє багатство матеріальне й нематеріальне. Є точка зору, що ідея про нематеріальне багатство є результатом релігійності Посошкова, ідеалістичного характеру його світогляду.  Однак  Посошков у своїй книзі часто говорить лише про божественність «правди». Не випадково Посошков пише цареві, що необхідно піклуватися «о снискании правды, егда правда в нас утвердится и твердо въкоренится, то не можно царству нашему российскому не обогатитися и славою не возвыситися». [3, С-27]
Посошков намагається довести Петрові І, наскільки важливий пошук раціональних ідей, необхідних для  оновлення  суспільства.  А коли цю «правду» — «невещественное богатство» — знайдено, надто важливо, щоб її зрозуміли.  Посошков як  би підводить  Петра І до думки, що "Книга про убогість і багатство " є ніщо інше, як «невещественноебогатство» у руках реформатора й ним необхідно скористатися. Під речовинним багатством він розумів багатство держави (скарбниці) і багатство народу, під нематеріальним -«истинную правду», тоб то законність, правові умови, вміле керування країною. Головним завданням політики держави Посошков уважав «всенародное обогащение». Він писав: «… в коем царстве люди богаты, то и царство то богато, а в коем будут убоги, то и царству тому не можно слыть богатому». Зростання народного багатства вигідний і народу й державі — така основна думка Посошкова із цього приводу. Його висловлення носили прогресивний характер і виходили за рамки меркантилістських уявлень про багатство. [6, С-77]
Для викорінення злиднів й досягнення багатства в країні найбільше значення мають дві наступні пропозиції Посошкова: змусити всіх людей працювати, причому прилежно й продуктивно, знищити ледарство у всіх його видах; рішуче боротись з непродуктивними витратами, здійснювати найсуворішу економію у всьому. Вимога ощадливості у всьому, раціональної витрати матеріальних благ і грошей червоною стрічкою проходить через всю книгу Посошкова. Виходячи із загальнодержавних інтересів, він рішуче повстає проти хижацького ставлення до природних багатств країни й викладає найбільш доцільні, з його погляду, принципи їхньої експлуатації.
Особливо великої уваги Посошков приділяв питанням розвитку вітчизняної промисловості. Він писав про необхідність будівництва залізорудних, склодувних, полотняних заводів. При цьому вказував, що розвиток «важкої» вітчизняної промисловості буде сприяти «соблюдению» грошей у країні. У переліку заходів, спрямованих на розвиток виробництва, Посошков рекомендував будувати заводи на кошти держави й передавати їх потім у приватні руки, пропонував організувати заохочення й охорону винахідництва; посилаючись на багатства країни, доводив необхідність розвідки її надр; багато писав про охорону природних ресурсів, рибних багатств і лісів. [7, С— 259]
Важливим об'єктом у дослідженні І.Посошкова стало міське ремесло. Він писав про його неблагополучний стан, ремствуючи на низький рівень професійного ремісництва. Це пояснювалось відсутністю особливого цивільного уставу, що регламентує ремісниче виробництво й «главного правителя», який наглядав би за цим.
Цеховий устав Посошкова передбачав і персональне таврування готових виробів. Воно поширювалося тільки на майстра, але відповідав він і за роботу учнів і підмайстерків.
Неабиякий інтерес представляють ідеї Посошкова про загальну стратегію промислової політики. Він пропонував Петру І інтенсивніше вести будівництво промислових підприємств, припинити продаж на Захід промислової сировини і «потщатится, чбы завести в Руси делать те дела… кой из русских материалов делаютца».
Будучи ідеологом купецтва, Посошков багато місця у своєму творі відводить питанням торгівлі. Із всіх видів господарської діяльності найбільше значення він надавав торгівлі, а із суспільних станів — купецтву! «Торг — дело великое. Купечеством всякое царство богатитца, а без купечества никакое и малое государство быть не может», — писав Посошков. У прагненні зробити російське купецтво монополістом у торгівлі він пропонував заборонити дворянам і селянам займатися торгівлею.
Уважно ставився Ціпків і до проблем зовнішньої торгівлі. Він пропонував таку систему організації зовнішньої торгівлі, що, на його думку, здатна забезпечити російським купцям пануюче становище на ринку й захистити їх від конкуренції з боку іноземного торговельного капіталу Заходу. Він вважав за необхідне ввозити тільки те, що не виробляється в Росії й без чого обійтися зовсім неможливо.
Пропозиції Посошкова відповідали активній протекціоністській політиці абсолютизму. Заступницька опіка вітчизняних мануфактур знайшла своє вираження у митному тарифі 1724 року. Мита були встановлені в срібних «ефимках». У перерахуванні на їхню ринкову ціну ставки тарифу коливалися від 25 до 35 %.
У "Книга про убогість і багатство " Посошков першим в історії російської думки виступив з розгорнутою критикою кріпосницького інституту «поголовщины». Він використовував будь-яку можливість переконати Петра І в тім, що звичайна податкова система держави не повинна мати автономний, самодостатній характер, інакше вона стане великою перешкодою для збагачення як держави, так й її підданих.